# Hollunger
Hollunger var en dansk uradelssläkt från Skåne, som är känd från 1315. Namnet Hollunger har inte brukats som ett släktnamn, men det har använts 1315 som ett epitet och från 1419 som ett förnamn. Namnet Hollunger eller Hjuling och Hjulungger, har förmodligen uppkommit beroende på en felläsning av den latinska formen Holmgerus av namnet Holger vilket förekommit i släkten, eller tolkats av släktvapnet. Några släktmedlemmar har brukat namnen Most eller Gagge.
Släkten tillhörde lokal- och lågadeln. Det fanns inga riddare eller länsmän. Den enda ämbetsmannen var en landstingsdomare, vilken kategori vanligtvis togs från de mellansociala skikten. Det kan antas att det finns några medlemmar som inte går att finna i det bevarade källmaterialet, varför luckor förekommer i släktträdet. Således finns det separata släktgrenar vilka inte med säkerhet kan kopplas till varandra.
Första manen i släkten nämns 1315 och den sista dog 1513, den sistes syster dog 1556.
Vapen
Skölden är delad vertikalt i ett blått och silverfärgat fält med 3 kvarnhjul i motsatta färger. Alternativt har det förekommit a) utan avdelare, b) med vagnshjul och c) tvärsnitt med två vagnshjul i den övre delen. På hjälmen ett kvarnhjul mellan två horn som är blå-silver och motsatta fält.

## Historia
Det finns ett flertal släktmedlemmar som inte går att tillskrivas en huvudgård, men flertalet har besuttit betydande gods. Jordberga var känd som sätesgård redan under 1300-talet, då ätten Hollunger skall ha varit gårdens ägare. Under den oroliga tiden vid mitten av 1600-talet brändes den gamla sätesgården ned i samband med de svenska härjningarna i Skåne åren 1643–1644.
Dybeck såldes 1487 av den siste i ätten Bing, till Tage Henriksen Hollunger till Dybäck, Bramme och Jordberga, som bland annat uppförde den ännu bevarade östra längan i borgen. Näste ägare blev en svärson till Hollunger, Peder Marsvin.
Sätesgårdar inom ätten 
Släkten har bott på följande gårdar som ägare, eller utan ägande som fogdar, eller länsmän. 
- Bromma beläget 5 km norr om Ystad, ägdes av Hollunger från 1344.
- Dybäcks gods beläget cirka 9 km söder om Skurup, förvärvades 1487 av Tage Henriksen Hollunger
- Jordberga (Stora och Lilla) i Källstorp, 15 km norr om Trelleborg. Anders Hollunger (Gagge) är förste kände ägaren. Under 1500-talet omtalas flera ägare av släkten Hollunger.
- Lyngby gård i Everöd 15 km syd om Kristianstad.
- Lyngsjö i Gärds härad.
- Västerstad i Färs härad 45 km sydväst om Kristianstad. Tillhörde ärkebiskopens län.
- Kviinge i Göinge härad 15 km norr om Kristianstad.

## Medlemmar ur släkten
- Jens Benedictsen av Bramme identisk med den Johannes Hollinger nämnd 1315 i en förlikning i Nyborg och gift med Johanne Aagesdatter (Thott).
- Anders Gagge (“dictus Gaggæ”), av släkten Hollunger, pantsatte 1355 Jordberga gods till Johannes Ebbesen Dyakn.
- Tage Henriksen Hollunger till Bramme, Jordbjerga och Dybäk.
- Helle Tagesdatter Hollunger till Dybäk, död 1556 och begraven i Lund domkyrka.